# Ама (ныряльщица)

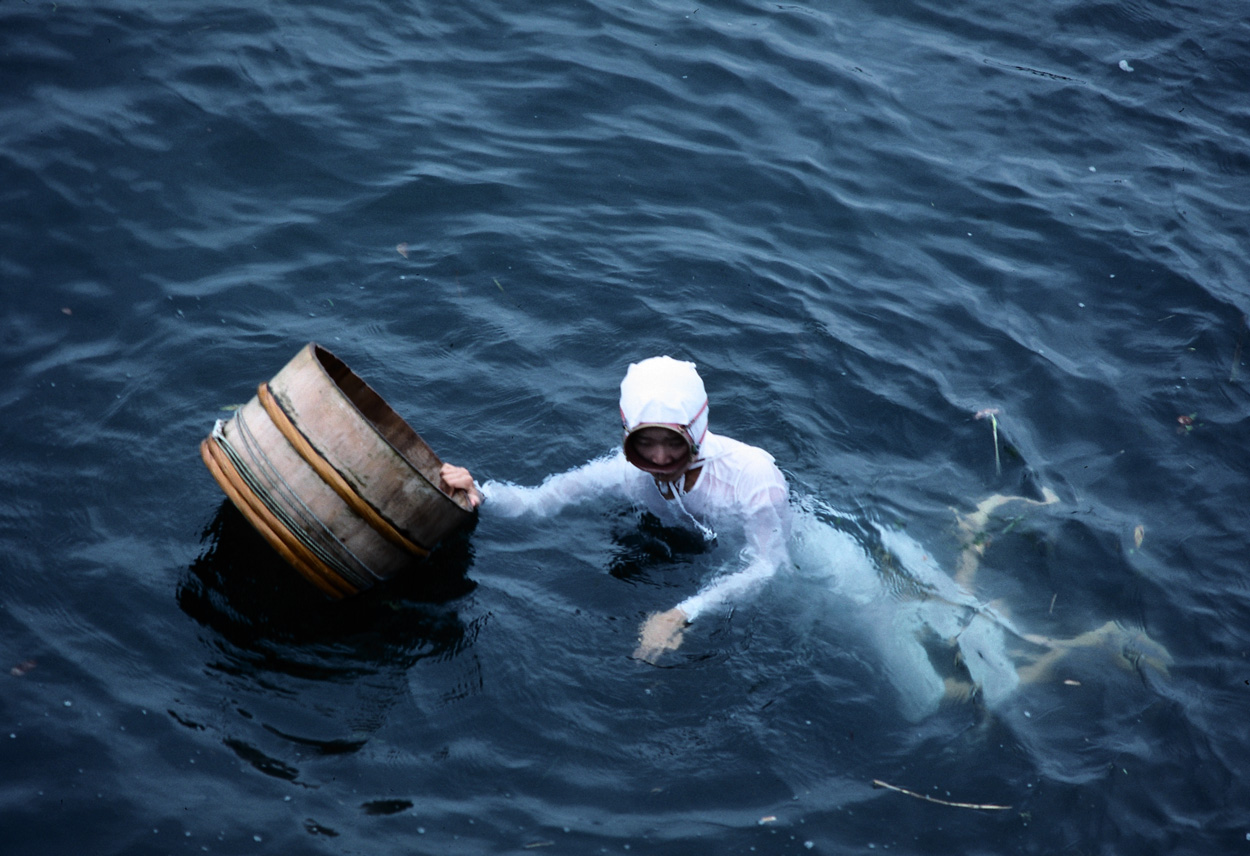
Ама из префектуры Миэ

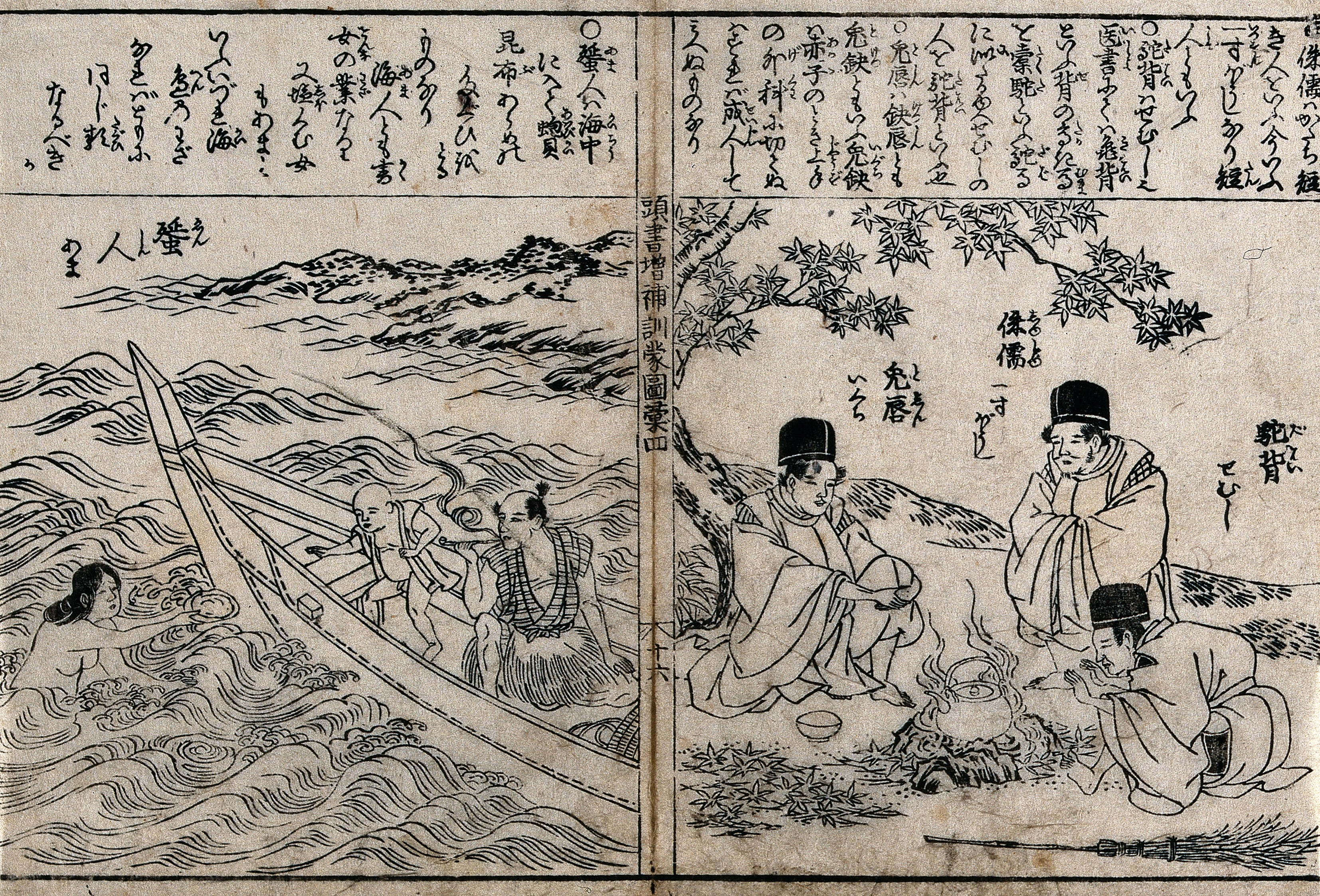
Ама, передающая на лодку морское ушко. Симокобэ Сюсуй, XVIII век

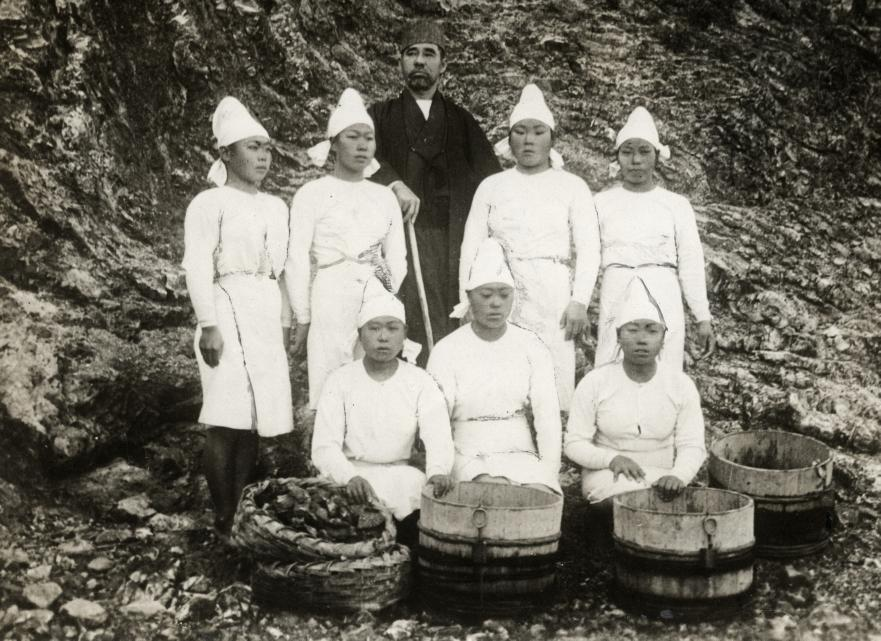
Ама рядом с Кокити Микимото, 1921 год

А́ма (яп. 海人, あま, «человек моря») — японские традиционные ныряльщики за водорослями, моллюсками и жемчугом. Ама — преимущественно женщины, в XXI веке — в основном, пожилые.

## Этимология и история
Мужчины-ама обозначаются иероглифами «муж моря» (яп. 海士), а женщины-ама — «женщина моря» (яп. 海女). На Окинаве ныряльщиков называют уминтю, а в провинции Идзу — кайто.
Японская профессия ныряльщиков ама насчитывает более 3000 лет. Первые письменные упоминания о ней появляются в китайском «Предании о людях ва» (яп. 魏志倭人伝, ぎしわじんでん) конца III века. 

Умеют ловить рыбу и раковины. Вода не глубока, и на мелких местах все погружаются и берут их (раковины, рыбу).— Предание о людях «ва» из истории государства Вэй. Кюнер Н.В. Китайские известия о народах Южной Сибири, Центральной Азии и Дальнего Востока. — М., 1961.

Ныне японские пловцы любят, нырнув, ловить рыб и устриц. Разрисовка тела служила для отпугивания больших рыб и водных животных, потом постепенно стали считать её украшением.— Предание о людях «ва» из истории государства Вэй. Кюнер Н.В. Китайские известия о народах Южной Сибири, Центральной Азии и Дальнего Востока. — М., 1961.
Считается, что женщины могут на более долгое время задерживать дыхание, чем мужчины, а также не переохлаждаться в воде, благодаря развитому подкожному жиру. Ама зарабатывали больше квалифицированных рабочих, больше служащих, врачей. Ама — самостоятельный человек в семье, более того — по традиции женщина-ама сама могла выбрать себе мужа.

## Современность
С развитием искусственного разведения моллюсков-жемчужниц и выращивания в них жемчуга цены на него упали, и теперь ама занимаются преимущественно сбором водорослей, из которых производят агар-агар, а также моллюсков, осьминогов, турбинид, морских ежей и морских огурцов. Популярность трудной профессии сильно упала. С XIX века большинство из ама совмещает ныряние с рыболовством и сельским хозяйством.
До середины XX века ама ныряли в море без специального оборудования. На теле они носили хлопковые одежды «сиро-но исоги» (яп. 白の磯着), либо набедренную повязку с поясом, которая служила им талисманом от акул; и большой нож или крюк. Ныряльщицы с небольшого острова Хэгура до 1974 года по традиции погружались обнажёнными, имея на себе лишь верёвочный пояс с кайганом — инструментом для выкорчёвывания ракушек устриц из скал, напоминающим поросячье копытце. Современные ныряльщики имеют специальные защитные костюмы, а в некоторых регионах — ласты и маски.
Самым северным центром деятельности ама в Японии является префектура Иватэ.